# Andrena castanea
Andrena castanea är en biart som beskrevs av Warncke 1975. Andrena castanea ingår i släktet sandbin, och familjen grävbin. Inga underarter finns listade i Catalogue of Life.